# Мервін Пік
Мервін Ло́уренс Пік (англ. Mervyn Laurence Peake; 9 липня 1911 — 17 листопада 1968) — англійський письменник, поет, драматург та художник, перш за все відомий своїми фентезійними творами. Член Королівського товариства (відділення літератури).
В історію фентезі П. увійшов знаменитою циклом про дитинство і зрілі роки героя на ім'я Тайтус Ґроун, що живе в чарівному замку Ґорменґаст; романи часто об'єднуються назвою «Ґорменґаст» («англ. (Gormenghast», 1950). Три прижиттєві книги серії - початок великого циклу, в якому Пік хотів розповісти історію Тайтуса Ґроуна від народження до могили. Передчасна смерть автора не дозволила завершити роботу. Романи Мервіна Піка іноді порівнюють з творами його старшого сучасника Джона Толкіна, а також з книгами таких майстрів слова як Чарльз Діккенс та Роберт Льюїс Стівенсон, від яких він позичив сююреалістичні мотиви.
Мервін Пік також писав оповідання для дітей та дорослих, театральні п'єси та радіопостановки, створив роман «Пан Пай», складав вірші та поетичне безглуздя.
Пік крім того — блискучий художник та ілюстратор. Успіх прийшов до нього в 1930-1940-і роки, коли він жив у Лондоні і отримував замовлення на портрети відомих людей (збори цих малюнків досі зберігають його спадкоємці). Деякі роботи Мервіна Піка знаходяться в Лондоні в зборах Національної портретної галереї і Імперського військового музею.

## Життєпис
Мервін Пік народився в сім'ї британців у китайській провінції Цзянсі в 1911 році, за три місяці до революції, результатом якої стала освіта Китайська республіка (1912-1949 Китайської республіки). Його батько Ернест Кромвель Пік був лікарем британської місіонерської організації. Замкнений, оточений стінами простір європейської зони та суворі порядки британської школи, де навчався Мервін, знайшли віддзеркалення в образі замку Ґорменґаст. Контрасти між життям європейців і китайців, між багатими та бідними в Китаї також вплинули на твори Піка.
До повернення сім'ї до Англії, в 1923 році, Пік навчався в школі в Тяньцзіні. Продовжив освіту (1923-1929 рр.) в Лондоні в школі для дітей місіонерів (Eltham College), де талант Мервіна був помічений вчителем англійської мови Еріком Дрейком. Потім М. Пік навчався в Кройдонській школі мистецтв і в училище при Королівської академії мистецтв, де почав малювати маслом і написав перший довгий вірш. М. Пік вперше представив свої роботи в Королівській академії мистецтв і на виставці в Сохо у 1931 року.
На початку 1930-х років Пік працював як художник в Лондоні, хоча деякий час жив на острові Сарк поблизу Нормандія Нормандії. Вперше він поїхав туди в 1932 року, щоб працювати в заснованої Еріком Дрейком «колонії» художників. У 1932 року М. Пік отримав замовлення на створення декорацій і костюмів для п'єси «З життя комах» (чеськ. «Ze života hmyzu»). Його роботу високо оцінила газета «Санді Таймз». У 1934 році брав участь у виставках художників Сарка в місцевій галереї, побудованій Дрейком, і в галереї Кулінг в Лондоні. У 1935 році він виставляв свої роботи в Королівській академії мистецтв і в галереї Легер в Лондоні.
Пік також почав викладати малювання з натури в Вестмінстерській школі мистецтв. Там він познайомився зі студенткою Мев Ґілмор (1917 – 1983), з якою одружився в 1937 році. У них було троє дітей: Себастьян (народився в 1940 р.), Фабіан (народився в 1942 р.) і Клер (народилася в 1949 р.).
У 1938 року. з великим успіхом пройшла виставка картин Піка в одній з художніх галерей Лондона і вийшла його перша книга «Капітан Тесак кидає якір» (з ілюстраціями самого Піка). Це була дитяча книга про піратів, заснована на повісті, яку він написав близько 1936 року. У грудні 1939 року Пік отримав замовлення від видавництва «Чатто і Віндус» на ілюстрації до дитячої книги «Верхи на коні та інші» готується до різдвяного ярмарку 1940 року.
Коли вибухнула Друга світова війна, Пік спробував стати воєнним художником. Він задумав "Виставку художника Адольфа Гітлера", де картини жахів війни з іронічними назвами представлялися як "твори" нацистського фюрера. Хоча малюнки були куплені британським Міністерством інформації, у військові художники Піка не прийняли, він був призваний в армію, де служив спочатку в артилерії, а потім в інженерних військах. В Армії не знали, що робити з таким солдатом. Чого часу Пік почав писати «Тайтуса Ґроуна».
У квітні 1942 р., після того як були відкинуті всі його прохання про призначення військовим художником і про відпустку, під час якого він хотів зобразити військові руйнування в Лондоні, у Піка трапився нервовий зрив, і його відправили до шпиталю Саутпорта. Восени 1942 р. Міністерство інформації найняло його малювальником на півроку. Наступної весни його демобілізували за інвалідністю. У 1943 р. Піку було доручено зобразити роботу бірмінгемських склодувів, що виробляють катодні трубки для перших установок.
Можна сказати, що наступні п'ять років були найпродуктивнішими в кар'єрі Піка. Він завершив романи  «Тайтус Ґроун», та «Ґорменґаст» і блискуче проілюстрував книги інших авторів, в тому числі «Полювання на Снарка» та «Алісу в Країні чудес» Льюїса Керролла, поему «Сказання про старого мореплавця» Семюела Тейлора Кольріджа, казки брати Грімм, притчу «Все це, а також Квентіна Кріспа і повість «Химерна історія доктора Джекіла і містера Гайда» Роберта Льюїса Стівенсона. Він також створив безліч віршів, малюнків та картин.
Збірка віршів «Рифми без причини» була опублікована 1944 року і її було названо англійським критиком Джоном Бетджеменом видатним. У 1945 році невдовзі після закінчення війни, журнал «Лідер» відрядив Піка до Франції та Німеччини. Пік і письменник Том Покок (Tom Pocock) були в числі перших британських цивільних осіб, що побачили жахіття концтабори Берген-Бельзен, де колишні в'язні, безнадійно хворі, помирали в них на очах. Пік зробив кілька замальовок, але не дивно, що він вважав побачене надто гірким. Свої сумніви у можливості зобразити страждання цих людей у ••картинах Пік висловив у глибоко емоційних віршах.
1946 року Пік із сім'єю переїхав на Сарк. Там він продовжив писати та ілюструвати книги, а Мев малювала. У 1950 р. був опублікований роман «Ґорменґаст», тоді ж сім'я повернулася до Англії і влаштована в Смардені (Smarden ), в графстві Кент. Пік викладав у Центральній школі мистецтв, розпочав сатирико-фентезійний дитячий роман «Пан Пай» і знову захопився театром. У тому ж році помер батько Мервіна, залишивши синові в спадок будинок в Воллінгтоні (Wallington, London), недалеко від Лондона. Роман «Пан Пай» вийшов у 1953 г., пізніше Мервін Пік перетворив його на п'єсу для радіотеатру. На радіо Бі-бі-сі прозвучали й інші його п'єси (в 1954 і 1956 роках).
У 1956 році Мервін і Мев з'їздили до Іспанії. Гроші на поїздку дав їх друг, який сподівався, що відпочинок поправить здоров'я Мервіна, що похитнулося. Цього року було видано збірку «Іноді, ніколи», куди поряд з творами Вільяма Ґолдінга і Джона Віндема увійшла повість Піка «Хлопчик у темряві». 18 грудня 1956 р. на Бі-бі-сі пролунала радіоп'єса Піка «Око очевидця» (пізніше перероблена в «Голос одного»), що розповідає про художника-авангардиста, якому замовляють церковну фреску.
Пік покладав великі надії на п'єсу «Уміння свататися», яка врешті-решт була поставлена в Театрі Вест-Енду в 1957 році, але не сподобалася ні глядачам, ні критикам. Це дуже засмутило Піка, його здоров'я різко погіршилося, і він знову потрапив у лікарню через нервовий зрив.
У Піка були явні ознаки хвороби Паркінсона. Лікарі застосували електрошокову терапію, але вона не принесла майже жодної користі. Мервін Пік почав втрачати здатність швидко і впевнено малювати, але за допомогою дружини ще деякий час міг робити замальовки. Серед його останніх завершених робіт були ілюстрації до «Бешкетних оповідань» Бальзака (1961 г.) і до власних «Віршів падаючої бомби» (1962 р.), написаних 15 роками раніше.
Роман «Самотність Тайтуса» вийшов у 1959 р. У 1970 р. Ленґдон Джоунз переробив його, щоб усунути очевидні нестиковки, які з'явилися через недбале видавниче редагування.
Вдова Піка Мев Ґілмор завершила ще один роман чоловіка «Тайтус прокидається»,  однак видано його лише 2011 року.
Мервін Пік помер у листопаді 1968 р. Після смерті письменника його твори, зокрема книги про Ґорменгаст, здобули набагато більшу популярність. Вони перекладені багатьма мовами світу.
Онуки Мервіна Піка назвали Тайтусом на честь головного героя книг про Ґорменґаст.
За життя М. Піка вийшли чотири збірки його віршів:
- «Образи і звуки» (1941 р.),
- «Склодуви» (1950 р.),
- «Вірші та малюнки» (1965 г.),
- «Мріяння скелета» (1967 р.).

Після його смерті було опубліковано ще кілька збірок.

### Ілюстрації до книг
- М. Пік, "Капітан Тесак кидає якір" (M. Peake, Captain Slaughterboard Drops Anchor. Country Life, 1939)
- «Верхом на конячці та інші дитячі віршики» ('Ride a Cock Horse and Other Nursery Rhymes. Chatto & Windus, 1940)
- Л. Керролл, "Полювання на Снарка" (L. Carroll, Hunting of the Snark)
- Л. Керролл, "Аліса в Країні чудес" (L. Carroll, Alice in Wonderland)
- С.Т.Кольрідж, «Сказання про старий мореплавець» (S. T. Coleridge, 'The Rime of the Ancient Mariner)
- Брати Грімм, «Домашні казки» (Brothers Grimm, Household Tales)
- К. Крісп, "Все це, а також Бевін" (Q. Crisp, All This and Bevin Too)
- Р. Л. Стівенсон, «Дивна історія доктора Джекіла і містера Хайда» (R. L. Stevenson, Dr Jekyll and Mr Hyde)
- Р. Л. Стивенсон, «Острів скарбів» (R. L. Stevenson, Treasure Island)
- О. де Бальзак, «Бешкетні оповідання» (H. de Balzac Droll Stories. Folio Society, 1961)
- М. Пік, «Вірші падаючої бомби» (M. Peake, 'The Rhyme of the Flying Bomb, 1962)